# 애니타 콜비

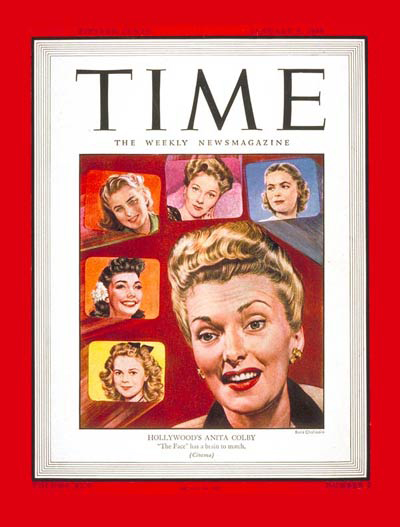

애니타 콜비(Anita Colby, 1914년 8월 5일 ~ 1992년 3월 27일)는 미국의 배우, 모델, 영화배우이다.
워싱턴 D.C.에서 태어났다.

## 영화
- 뷰티 오브 어 우먼 (1962년) - 본인 역
- 잔인한 힘 (1947년)
- 커버걸 (1944년)
- 워킹 온 에어 (1936년)
- 메리 오브 스코틀랜드 (1936년)